# 千住
千住（せんじゅ）は、東京都足立区の町名。現行行政地名は千住一丁目から五丁目。また、広義には旧千住町一帯を指す。

## 概要
東京都足立区南部に位置する。北境を荒川が流れる。足立区は河川が運んできた土砂の堆積により形成された沖積低地であり、かつては湿地帯であった。北千住駅東側には海抜ゼロメートル以下の地域がある。1930年（昭和5年）に完成した荒川（放水路）が区内を北西から南東に流れ、足立区を二分し千住地区は南部に相当する。
地域内にはJR常磐線や東京メトロ千代田線、東京メトロ日比谷線、東武伊勢崎線、京成本線、つくばエクスプレスが通り、それらが交差する北千住駅がある。西側の境界を日光街道が通る。駅周辺には、本町商店街やサンロード商店街、ミリオン通り商店街など10あまりの商店街がある。また、大手スーパーイトーヨーカドーの事実上の1号店は千住店であり、大手釣り具店の上州屋本店もこの千住にあった。千住は銭湯が多いことでも知られ、夕方には煙突から煙が出て独特なにおいが辺りに漂う。近年、東京電機大学が神田から北千住に移転してきたことで若者が増え活気が出てきた。この他、東京藝術大学や帝京科学大学、東京未来大学などのキャンパスもある。
山田宗樹の小説「嫌われ松子の一生」の舞台にもなり、中島哲也監督・中谷美紀主演の映画と内山理名主演のテレビドラマや、柳井満プロデューサーのテレビドラマ「3年B組金八先生」や「親子ゲーム」などのロケ現場にもなっている。なお、柳井満ドラマの舞台・ロケ地は、住所では千住と表記されているが、最寄り駅は東武伊勢崎線堀切駅である。

## 歴史

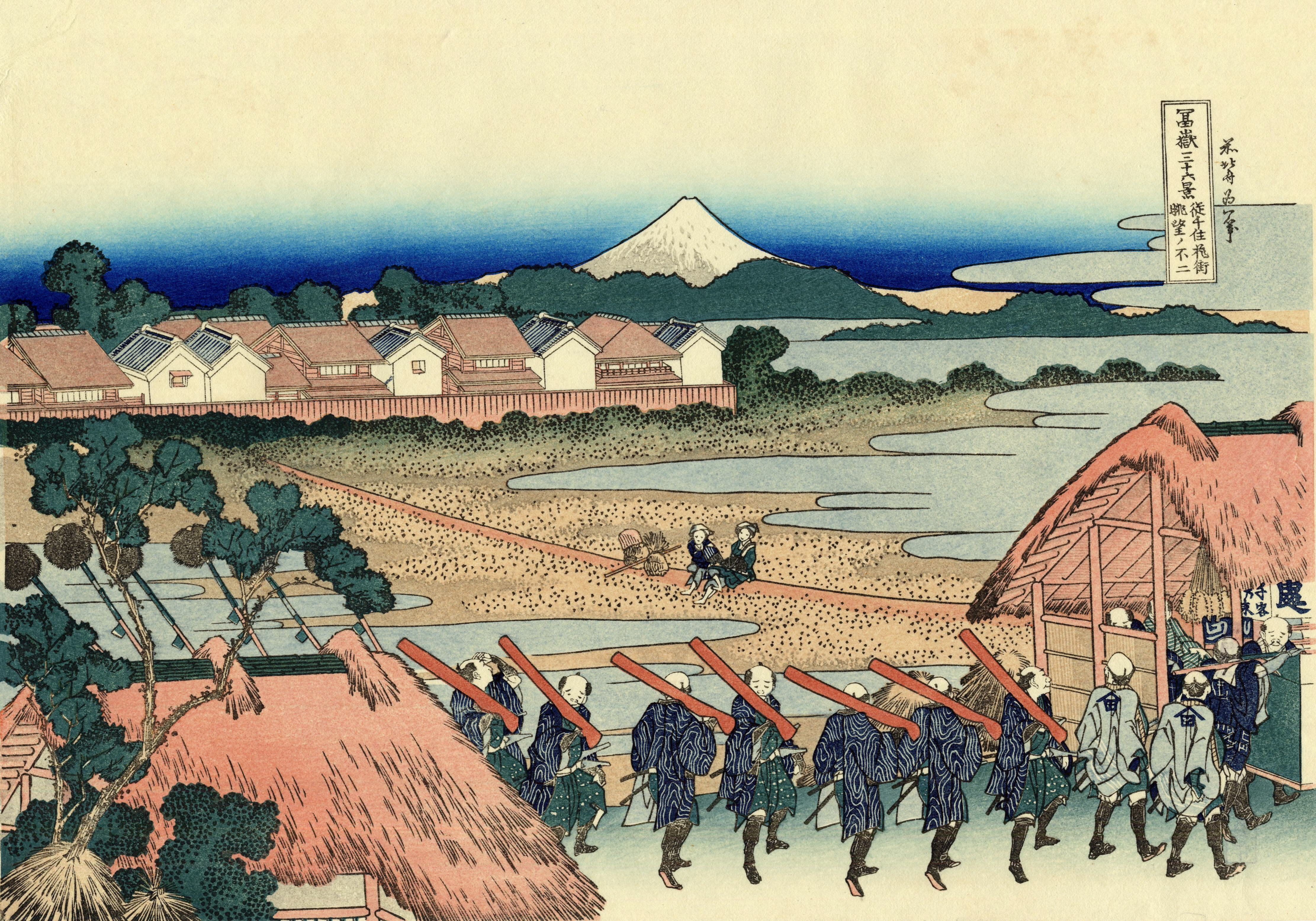
葛飾北斎『冨嶽三十六景』「従千住花街眺望ノ不二」

勝専寺の寺伝によれば、1327年（嘉暦2年）に新井図書政次が荒川で網で千手観音像を拾い、この地を千手と呼んだことに由来するという。この像は息子でありこの寺の開基でもある新井兵部政勝によって同寺に移安されたとしている。
他には、足利義政の愛妾千寿の出生地であったからという説や、千葉氏が住んでいたからだという説が知られている。
1594年（文禄三年）、徳川家康が伊奈備前守忠次に命じて墨田川に架けた最初の橋が千住大橋であった。
このことからも千住が江戸の北の入り口として重要視されていたことが分かる。千住は日光街道・奥州街道の宿場として発展した。江戸から一つ目の宿場であり、江戸四宿の一つであった。元の千住宿は1-5丁目に分けられて本宿、最初に追加された3町は新宿、対岸の2町は南宿（下宿）と呼ばれていた（→千住宿）。
いわゆる「岡場所」の一つであり、当時の船頭たちが歌った「千住節」の一節「千住女郎衆はいかりか綱か 上り下りの舟とめる」というのはこれを指している。また江戸市街の喉もとで奥州街道、水戸街道の始点として、日光・東北方面への旅人で賑わったといわれている。
松尾芭蕉の奥の細道は、元祿2年（1689年）深川の芭蕉庵を出発し、「門人に見送られ、彼等と千住で別れる時に「行く春や鳥啼き魚の目は泪」を詠み、それを「矢立てのはじめ」として、そこから旅が始まる」という。
また、練馬のダイコン、目黒のタケノコ、尾久のゴボウなどと並んでネギの名産地として有名であった。
明治以降郡区町村編制法の施行を経て、南組を東京府北豊島郡南千住町、北組、中組は併合して同府南足立郡千住町とし郡役所を同町に置いた。
1871年（明治4年）7月17日、千住黴毒院（ばいどくいん）が開設され、宿娼妓に梅毒検査が行われている。『経済及統計』（内務省・明治23年2月）によれば、1883年（明治16年）の千住宿の売娼妓数374、買客数43,000、1888年（明治21年）にはそれぞれ466、65,000との記録がある。いずれも二廓四宿においては内藤新宿、板橋宿を上回っていた。1881年（明治14年）10月11日、三条太政大臣、岩倉右大臣が当宿に東北巡幸帰還中の明治天皇を迎え、大隈重信の免職と国会開設の命令を受けている（明治十四年の政変）。
また水利の好条件を生かし、官営千住製絨所・隅田川駅（貨物駅）・千住火力発電所などが置かれ、もって舟便のよいことが近在農村に広く知られるようになり、昭和20年代まで青物、川魚の朝市が毎朝のように開かれた。
1910年（明治43年）、都下が大水害（明治43年の大水害）に見舞われる。千住も多くの住居が軒下まで冠水する被害を受けた。
1930年（昭和5年）の国勢調査によれば、北豊島郡南千住町の人口は56,017人で郡内20ヶ町村中7位の規模であり、南足立郡千住町は69,085人で郡中最大だった。1932年（昭和7年）10月1日、両町とも東京府東京市の一部となり消滅した。

### 治安・風紀の維持
2012年、東京都は千住一丁目、二丁目、三丁目を都迷惑防止条例に基づき、客引きやスカウトのみならず、それらを行うために待機する行為なども禁止する区域に指定した。
さらに2019年には同じく一丁目、二丁目、三丁目を暴力団排除条例に基づき、暴力団排除特別強化地域に指定。地域内では暴力団と飲食店等との間で、みかじめ料のやりとりや便宜供与などが禁止され、違反者は支払った側であっても懲役1年以下または罰金50万円以下の罰則が科される。

### 地名

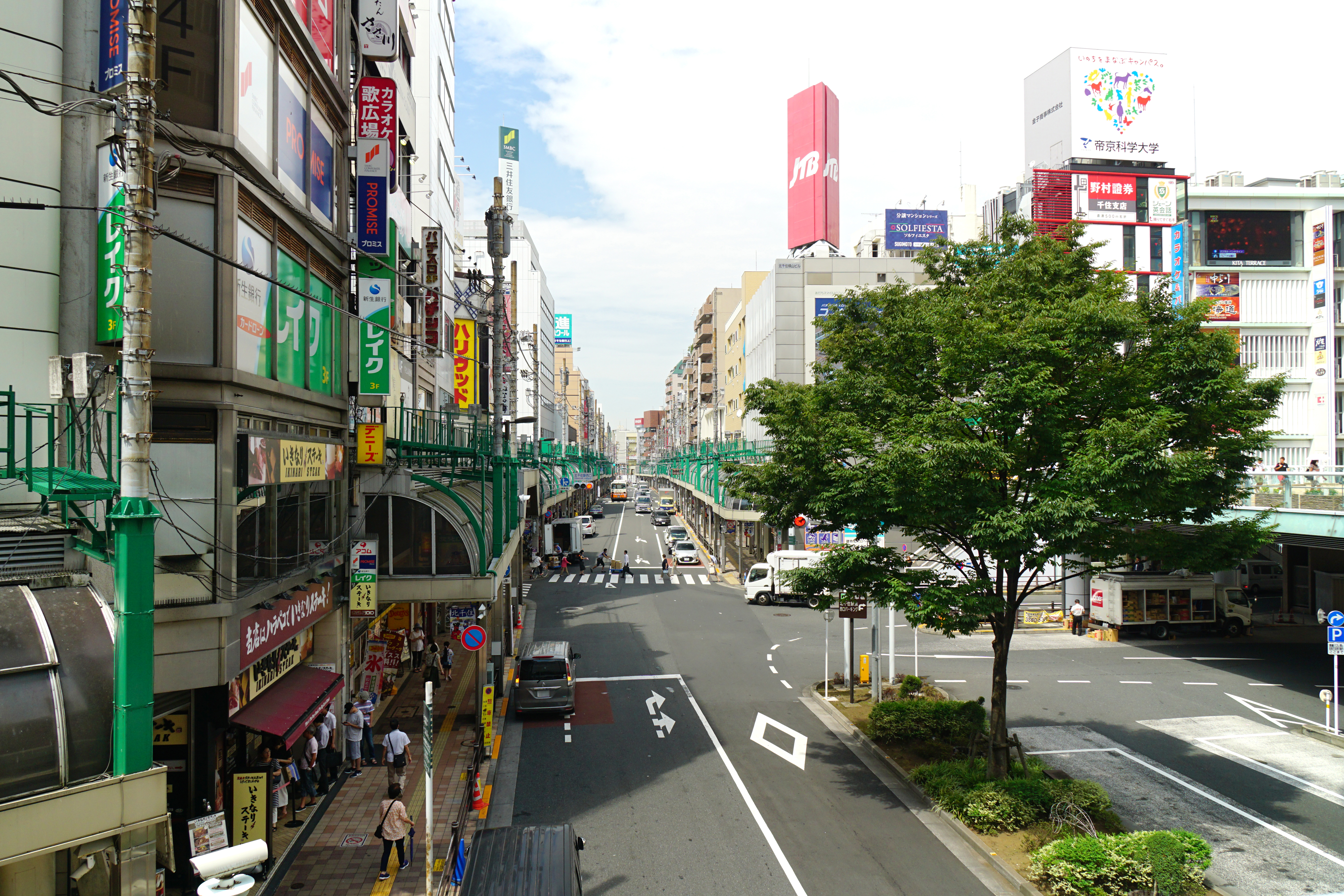
北千住駅前通り

千住地区（旧千住町域）の現行行政地名には千住と冠称されたものが多い。なお、北千住駅が設置されているが、行政区分上「北千住」という町名はない。また、荒川放水路開削以前は南足立郡綾瀬村であった日ノ出町、および葛飾区に属していた柳原は、現在千住地区に属する。
これら千住地区は、東は葛飾区小菅、四つ木、西は小台、荒川区町屋、東日暮里、南は荒川区南千住、墨田区墨田、北は本木、本木南町、関原、梅田、足立と接する。
このうち、南千住との関係は千住宿を参照。
現町名
- 千住一 - 五丁目（旧称：本町）
- 千住桜木一 - 二丁目（旧称：千住桜木町）
- 千住元町
- 千住大川町
- 千住柳町
- 千住寿町
- 千住中居町
- 千住龍田町
- 千住宮元町
- 千住緑町一 - 三丁目
- 千住仲町
- 千住河原町
- 千住橋戸町
- 千住旭町
- 千住東（あずま）一 - 二丁目（旧称：千住東町）
- 千住関屋町
- 千住曙町

※上記のうち千住二・三丁目、千住橋戸町は住居表示未実施。
住居表示実施により廃止された町名（荒川北岸）
- 千住八千代町（1989年まで荒川河川敷の町名として存続していた）
- 千住高砂町
- 千住末広町
- 千住若松町
- 千住弥生町
- 千住栄町

## 世帯数と人口
2025年（令和7年）1月1日現在（足立区発表）の世帯数と人口は以下の通りである。
| 丁目       | 世帯数    | 人口    |
| ---------- | --------- | ------- |
| 千住一丁目 | 1,179世帯 | 1,894人 |
| 千住二丁目 | 739世帯   | 1,177人 |
| 千住三丁目 | 1,098世帯 | 1,963人 |
| 千住四丁目 | 1,300世帯 | 2,143人 |
| 千住五丁目 | 1,494世帯 | 2,545人 |
| 計         | 5,810世帯 | 9,722人 |

### 人口の変遷
国勢調査による人口の推移。
| 年                 | 人口   |
| ------------------ | ------ |
| 1995年（平成7年）  | 9,081  |
| 2000年（平成12年） | 8,872  |
| 2005年（平成17年） | 9,224  |
| 2010年（平成22年） | 10,156 |
| 2015年（平成27年） | 9,405  |
| 2020年（令和2年）  | 9,965  |

### 世帯数の変遷
国勢調査による世帯数の推移。
| 年                 | 世帯数 |
| ------------------ | ------ |
| 1995年（平成7年）  | 3,858  |
| 2000年（平成12年） | 4,000  |
| 2005年（平成17年） | 4,441  |
| 2010年（平成22年） | 5,408  |
| 2015年（平成27年） | 5,157  |
| 2020年（令和2年）  | 5,737  |

## 学区
区立小・中学校に通う場合、学区は以下の通りとなる（2023年4月時点）。なお、足立区では学校選択制度を導入しており、区内全域から選択することが可能。ただし、小学校に関しては、2018年（平成30年）度から学区域または学区域に隣接する学校のみの選択になる。
- 区域 : 一丁目〜五丁目 全域
  - 小学校 : 足立区立千寿本町小学校
  - 中学校 : 足立区立第一中学校

## 事業所
2021年（令和3年）現在の経済センサス調査による事業所数と従業員数は以下の通りである。
| 丁目       | 事業所数    | 従業員数 |
| ---------- | ----------- | -------- |
| 千住一丁目 | 279事業所   | 3,219人  |
| 千住二丁目 | 329事業所   | 3,973人  |
| 千住三丁目 | 489事業所   | 4,537人  |
| 千住四丁目 | 105事業所   | 506人    |
| 千住五丁目 | 57事業所    | 470人    |
| 計         | 1,259事業所 | 12,705人 |

### 事業者数の変遷
経済センサスによる事業所数の推移。
| 年                 | 事業者数 |
| ------------------ | -------- |
| 2016年（平成28年） | 1,124    |
| 2021年（令和3年）  | 1,259    |

### 従業員数の変遷
経済センサスによる従業員数の推移。
| 年                 | 従業員数 |
| ------------------ | -------- |
| 2016年（平成28年） | 12,163   |
| 2021年（令和3年）  | 12,705   |

## 交通

### 鉄道
- 北千住駅（千住旭町および千住二丁目）
  - 東日本旅客鉄道（JR東日本）
    -  常磐線（常磐快速線）
    -  常磐線（各駅停車）は歴史的経緯により東京メトロ千代田線の施設を使用する。

  - 東京地下鉄（東京メトロ）
    -  日比谷線
    -  千代田線

  - 東武鉄道
    -  伊勢崎線（東武スカイツリーライン）

  - 首都圏新都市鉄道
    -  つくばエクスプレス

### バス
- 都営バス
- 東武バスセントラル
- 京成バス（さくら）
- 京成タウンバス
- 京浜急行バス（空港リムジン）
- 新日本観光自動車（はるかぜ）

### 道路
- 日光街道（国道4号）
- 旧日光街道
- 旧水戸街道
- 北千住駅前通り
- ミルティス通り
- 東京都道449号新荒川堤防線
- 大踏切通り

水上バス
- 東京水辺ライン

## 施設
- 都営バス千住営業所（荒川を挟んだ梅田二丁目に位置）
- 千住ミルディス（北千住マルイ等。千住三丁目）
  - アトラスタワー北千住（千住三丁目）
- 東京芸術センター（千住一丁目）…旧南足立郡役所・千住町役場→足立区役所跡地。
- 東京芸術大学千住キャンパス（千住一丁目）
- 東京電機大学千住キャンパス（千住旭町）
- 足立学園中学校・高等学校（千住旭町）
- 潤徳女子高等学校（千住二丁目）
- 足立区立中央図書館（千住五丁目）
- 横山家住宅（千住四丁目）
- 吉田絵馬屋（千住四丁目）

## その他

### 日本郵便
- 郵便番号 : 120-0034[3]（集配局 : 足立郵便局[25]）。